# Echter Hausschwamm

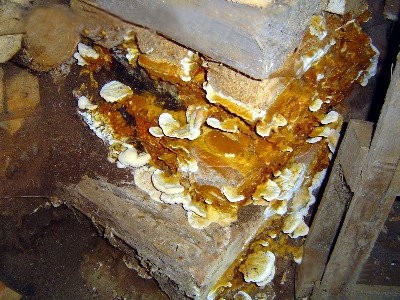
Echter Hausschwamm

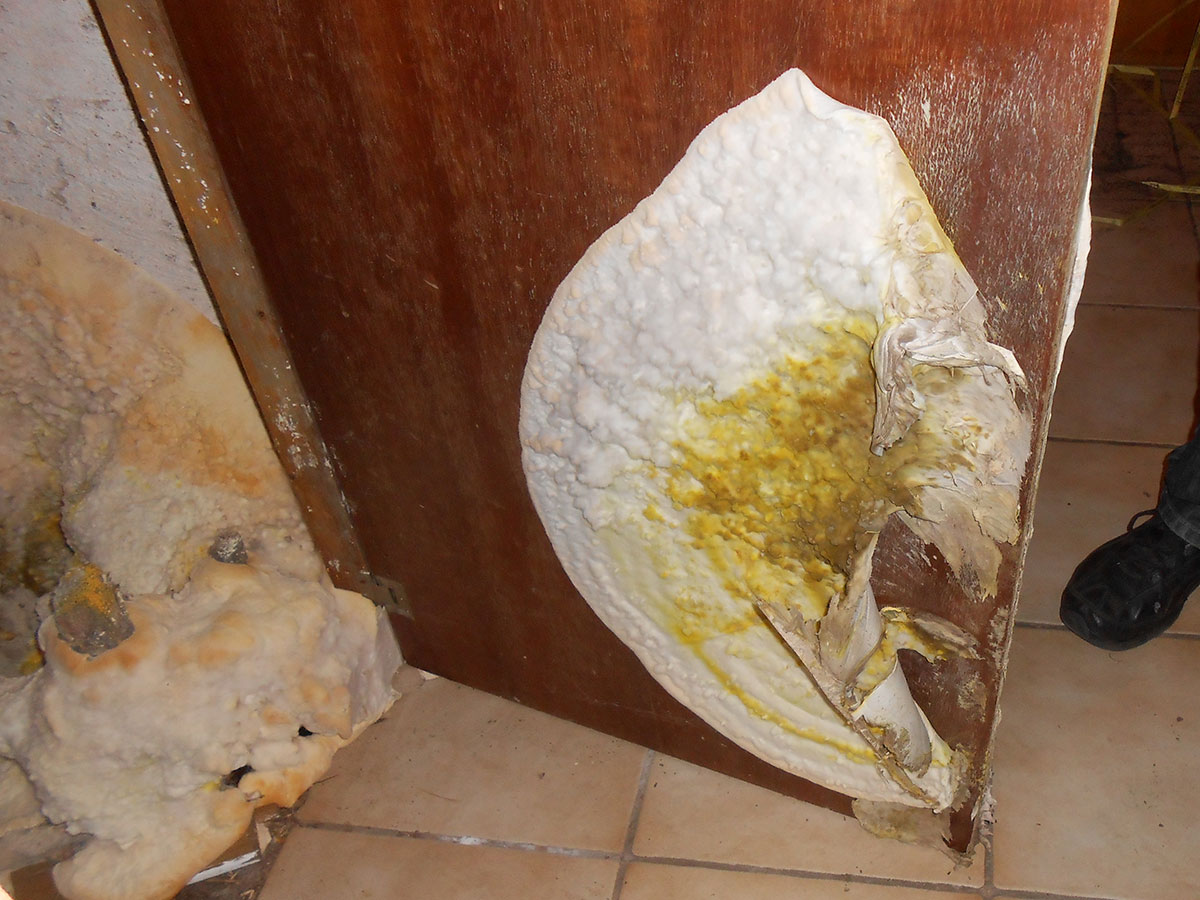
Frisches Luftmycel des Echten Hausschwamms an einer lange nicht geöffneten Kellertür

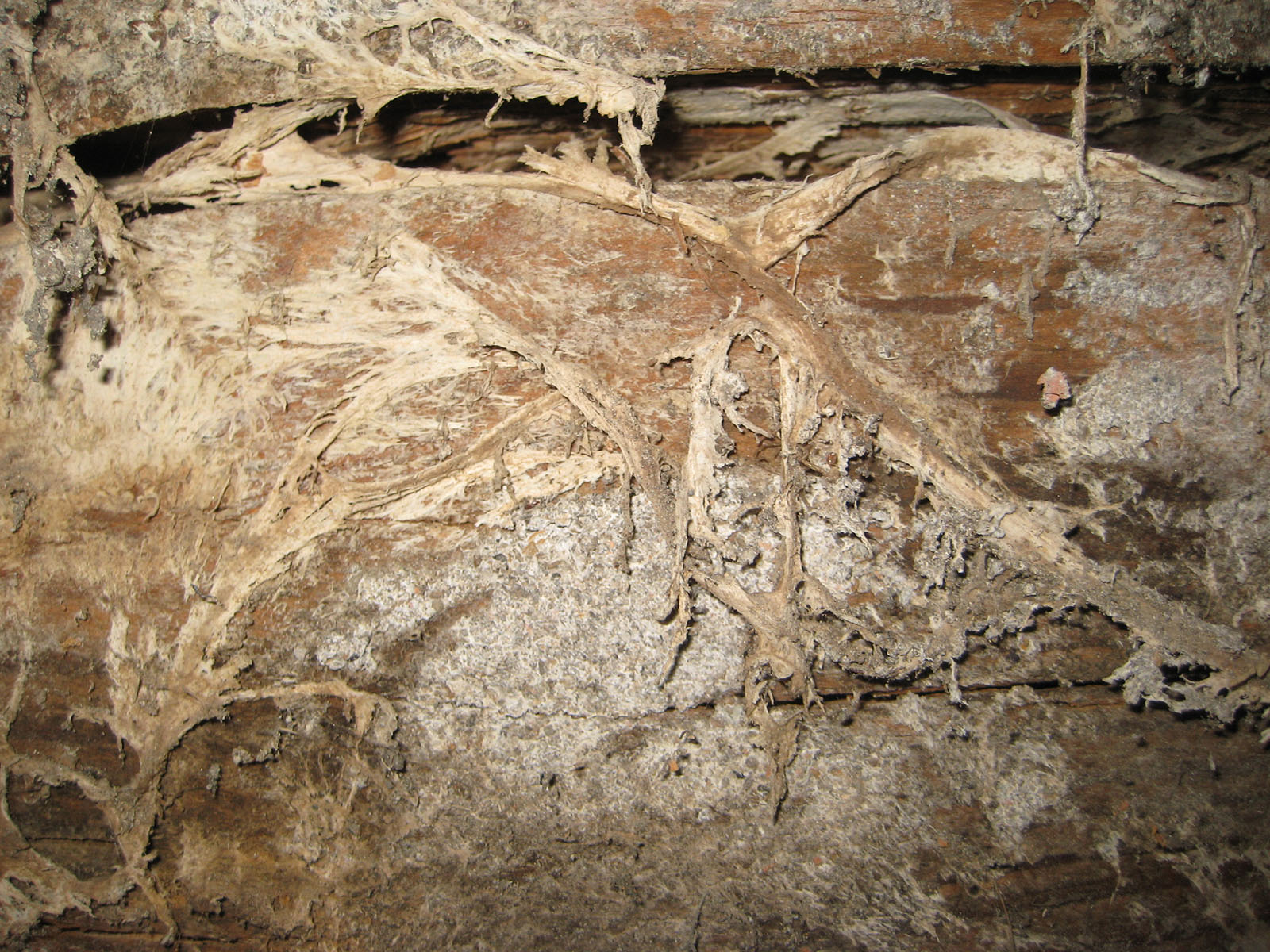
Holzbalken mit intensivem Befall (Mycelstränge deutlich sichtbar)

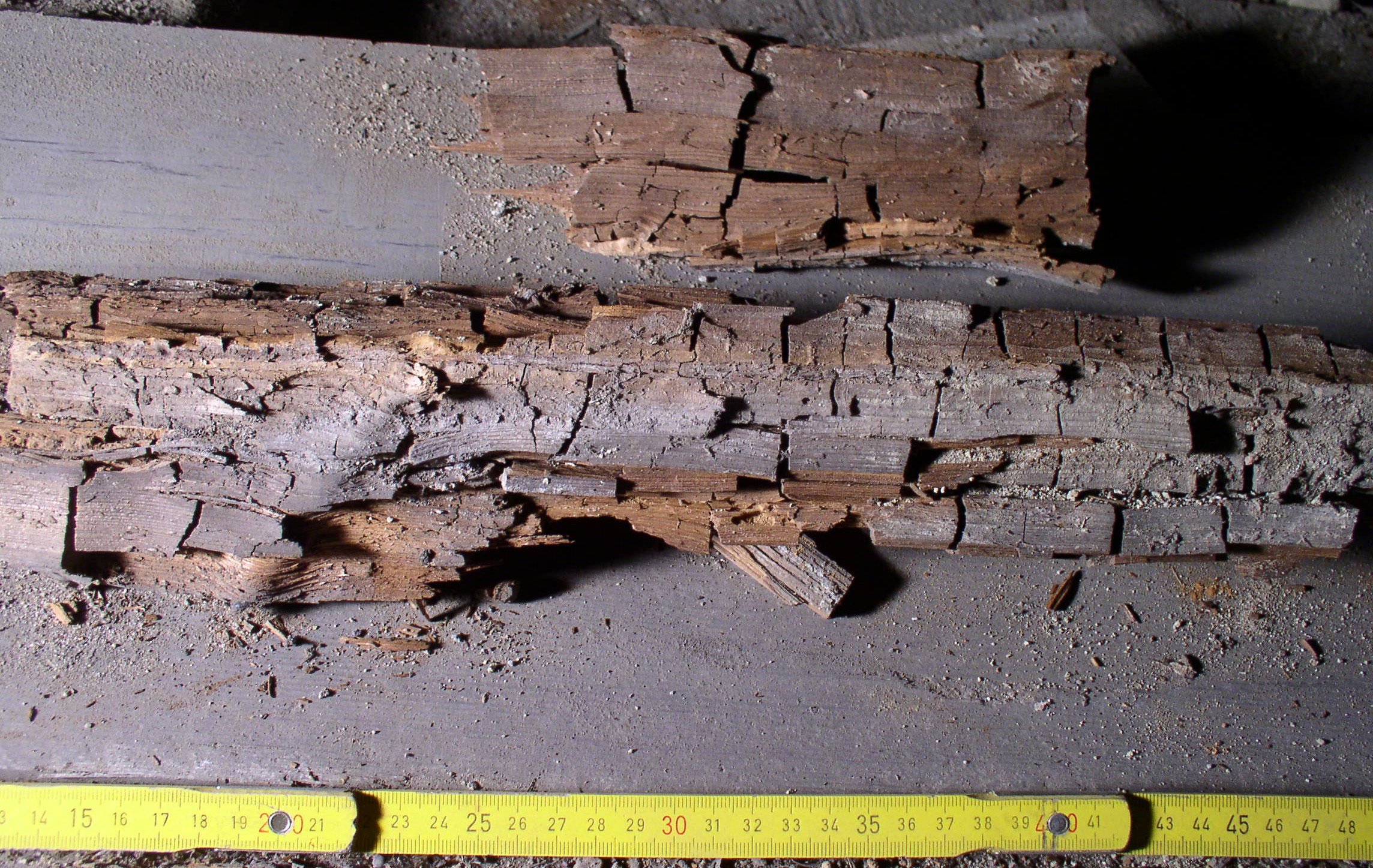
Schadbild einer durch den Echten Hausschwamm verursachten Braunfäule

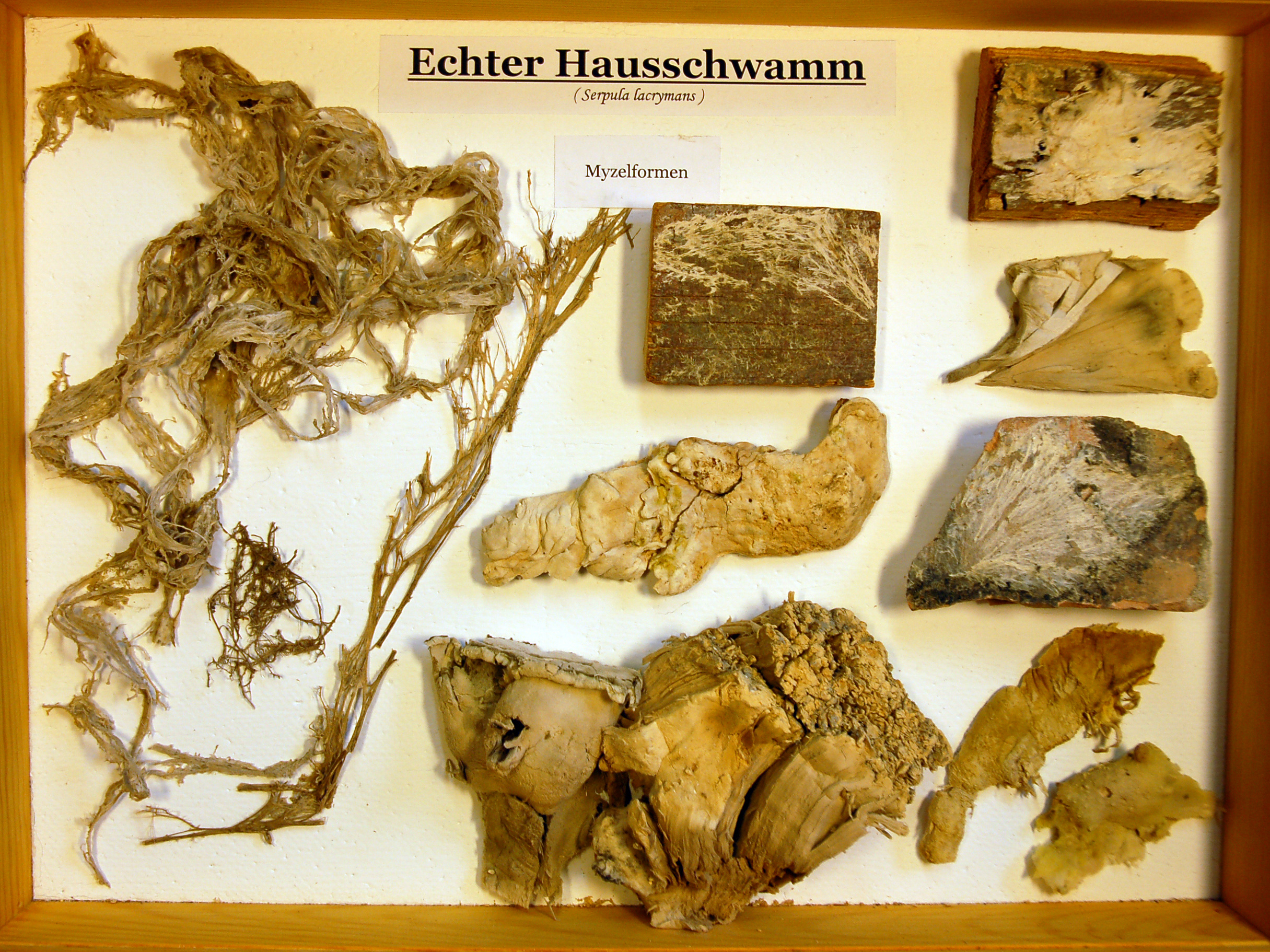
Schadbilder des Echten Hausschwamms

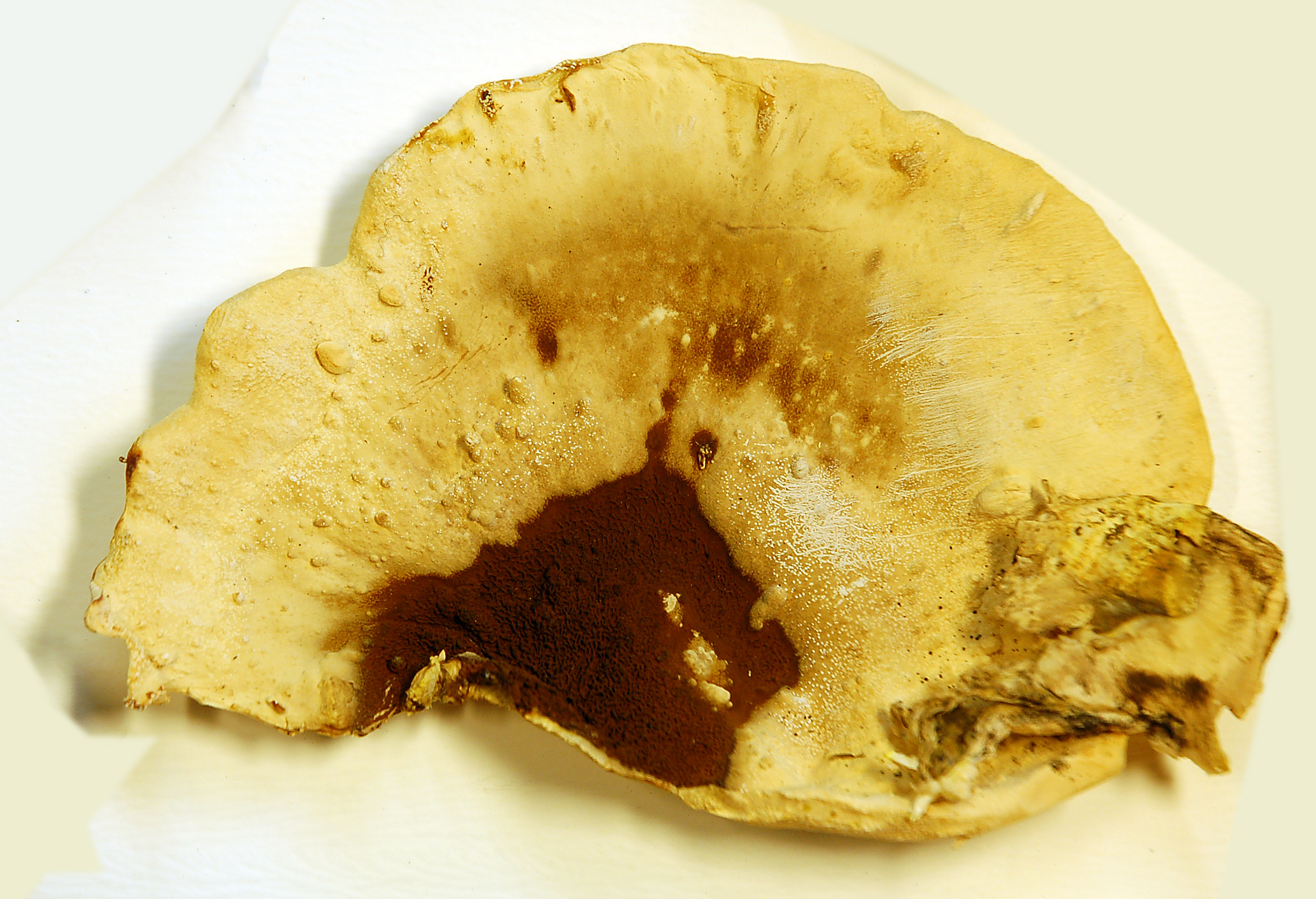
Typischer Fruchtkörper mit weißem Zuwachsrand

Der Echte Hausschwamm (Serpula lacrymans) ist ein holzzerstörender Pilz. Neben dem Braunen Kellerschwamm (Coniophora puteana) ist er ein Hauptverursacher für Schäden durch Schwammbefall in Gebäuden. Der Hausschwamm befällt bevorzugt verbautes Holz und benötigt ein feuchtes und nicht zu kühles Milieu zum Wachstum. Da nicht selten Guttationströpfchen auf ihm zu sehen sind, wird er auch oft Tränender Hausschwamm genannt.

## Lebensweise
Der Hausschwamm ist ein holzzerstörender Pilz und ein Vertreter der Hausfäulepilze mit dem höchsten Gefahrenpotenzial an Gebäuden. In Mitteleuropa verursacht der Pilz etwa 32 % der pilzbedingten Gebäudeschäden. Wie alle Hausfäulepilze gehört auch der Echte Hausschwamm zu den Braunfäulepilzen und ist somit auf cellulosehaltige Materialien angewiesen. Neben Holz findet der Pilz auch auf anderen organischen Materialien wie u. a. Textilien, Papier, Spanplatten, Stroh und Schilf gute Wachstumsvoraussetzungen.
Der Echte Hausschwamm ist vielen verschiedenen Wachstumsfaktoren ausgesetzt. Günstige Bedingungen für den Beginn des Wachstums findet er bei 35 bis 60 % Holzfeuchtigkeit. Die verbreitete Meinung, der Hausschwamm könne Holz mit Feuchtigkeitswerten von unter 20 % befallen, indem er das dazu notwendige Wasser in seinen Strängen herantransportiere, ist nicht belegt. Da allerdings der Feuchtegehalt von verbautem Holz, vor allem in bewohnten Gebäuden, zwischen 10 und 15 % liegt, tritt eine für den Pilz akzeptable Feuchtigkeit nur unter besonderen Bedingungen auf. Hierzu zählen u. a. die Kondensationspunkte an z. B. Holzbalkenköpfen oder bei Defekten (Leckagen).
Neben der Substratfeuchtigkeit spielt auch die Temperatur eine bedeutende Rolle für das Pilzwachstum. Das Temperaturoptimum des Pilzes liegt bei 18 bis 22 °C. Über einer Temperatur von 26 °C stellt der Pilz seine physiologische Aktivität allerdings schlagartig ein.
Bei sehr vitalem und großflächigem Wachstum scheidet der Pilz Wassertropfen aus (Guttationstropfen). Diese „Tränen“ (lateinisch: lacrima) waren namensgebend, werden aber auch von anderen Pilzarten gebildet. Werden große Mycelgeflechte freigelegt und damit Licht und bewegter Frischluft ausgesetzt, kann der Pilz relativ schnell Spontanfruchtkörper ausbilden. Allerdings kann bei zu starker Zugluft das Mycel auch absterben.
Das hohe Gefahrenpotenzial, das von dem Hausschwamm ausgeht, leitet sich von seinen besonderen Fähigkeiten ab: Der Pilz ist nämlich in der Lage, anorganisches Material zu überwachsen bzw. zu durchdringen. So können die Mycelien des Pilzes Mauerwerk, Putz, Schüttungen u. a. durch- bzw. unterwachsen. Aufgrund dieser Beobachtungen wird dieser Pilz auch häufig als „Mauerschwamm“ bezeichnet.
Eichenholz ist kein gutes Substrat für den Pilz, es wird eher überwachsen. Die Gerbsäuren und andere Inhaltsstoffe wirken als natürliche Fungizide. Es kommt jedoch (selten) vor, dass sich an Eichenholztreppen (verdeckte Untersichten) Fruchtkörper ausbilden.

## Schadensbild
Der Echte Hausschwamm bildet als typischer Oberflächenpilz ein gut entwickeltes Oberflächenmycel.
In historischen Gebäuden mit mangelhaften Feuchtigkeitssperren zum Erdreich hin beginnt das Wachstum häufig an Holzbauteilen im feuchten Keller oder in der Nähe des Erdreichs, gelegentlich auch an unbemerkten Wasserschäden, etwa durch Tropfstellen.
In Hohlstellen hinter Wandvertäfelungen, Türzargen oder Treppenwangen kann der Schwamm versteckt wachsen, ohne dass seine Anwesenheit bemerkt wird. Auch unter Putz oder hinter einer Bekleidung liegende tragende Konstruktionshölzer können vom Echten Hausschwamm zersetzt werden, ohne dass dies zu erkennen ist. Ein Befall von Holz geht meist mit einer intensiven, grobwürfeligen Braunfäule einher. Bei fortgeschrittenem Befall wird das Holz würfelartig gebrochen und lässt sich mit der Hand eindrücken. Charakteristisch sind die bräunlichen und weißrandigen fladenförmigen Fruchtkörper, die mit rostbraunen Hymenien überzogen sind. Die Fruchtkörper wachsen oft sichtbar am Substrat und zeichnen sich durch einen scharf begrenzten Zuwachsrand des Oberflächenmycels mit bis zu 1 cm dicken weißgrauen Strängen ab. In Räumen mit einer geringen Luftzirkulation und einer hohen Luftfeuchtigkeit, wie u. a. Kellerräumen, kann der Pilz ein extrem voluminöses Luftmycel ausbilden. Ein weiteres Merkmal des Braunfäulepilzes ist die immense Sporenproduktion.

## Schadensbekämpfung und -vorbeugung
Ein Befall durch den echten Hausschwamm lässt sich durch seine typischen Mycelien, Stränge und Fruchtkörper erkennen. Das Luftmycel ist weiß, durchscheinend, auch an Mauerwerk. Im Zweifelsfall kann eine molekularbiologische oder mikroskopische Untersuchung sinnvoll sein.
Der Befall mit Echtem Hausschwamm ist in einigen Bundesländern meldepflichtig. Er ist ein schwerer Baumangel nach BGB. Nach DIN 68800, Teil 4 (Holzschutz; Bekämpfungsmaßnahmen gegen holzzerstörende Pilze und Insekten) sind der Befall und der Umfang des Befalls durch einen Sachkundigen festzustellen (Anfertigen eines holzschutztechnischen Untersuchungsberichts). In der Regel werden durch solche Sachkundigen auch Sanierungsvorschläge erarbeitet.
Die Bekämpfung ist zwingend durch ein autorisiertes Fachunternehmen (Sachkundige) durchzuführen. Die DIN 68800-4 in Verbindung mit dem WTA-Merkblatt Der Echte Hausschwamm gibt Sanierungsempfehlungen. Die Überwachung dieser Arbeiten sollte ebenfalls durch einen Sachkundigen erfolgen.
Der Echte Hausschwamm ist der mit Abstand am schwierigsten zu bekämpfende holzzerstörende Pilz, da er auch relativ trockenes Holz befallen kann und auch Mauerwerk durchwächst. Umstritten ist, ob Luftzug das Wachstum unterbricht. Der Pilz braucht eine bestimmte, wenn auch geringe Feuchtezufuhr, dann wächst er jedoch manchmal sehr schnell, meist unerkannt und unbemerkt. Die Pilzreste können viele Jahrzehnte auch in trockenem Zustand überdauern. Die Sanierung muss mit einer Trockenlegung von Mauerwerk und Holzkonstruktion einhergehen und kann deshalb umfangreich werden. Bei fortgeschrittenem Befall bleibt oft nur der Austausch der gesamten Holzkonstruktion.
Am Anfang einer Schwammsanierung steht die Identifikation des Erregers. Ist die Zugehörigkeit nicht eindeutig, muss stets so vorgegangen werden, als läge ein Hausschwammbefall vor:
Dabei werden befallene Holzteile mit einem Sicherheitsabstand von einem Meter ausgebaut. Schüttungen sollten bis zu einem Sicherheitsabstand von 1,5 m entfernt werden. Großflächig befallenes Mauerwerk wird durch Bohrlochtränkung bzw. Mauerwerksinjektion mit einem Schwammsperrmittel saniert. Neueingebautes Holz muss eventuell entsprechend DIN 68800, Teil 3 vorbeugend imprägniert sein. Der betroffene Bereich muss nach der Sanierung gut trocknen.
Um Mycelreste oberflächlich zu entfernen, wird oft empfohlen, das Mauerwerk abzuflammen. Weiterhin ist es notwendig, die Ursache der Feuchtequelle zu finden und zu beseitigen, um einen erneuten Pilzbefall zu vermeiden. Ist durch bauliche Maßnahmen sichergestellt, dass das befallene Holz und das Mauerwerk trocken sind und zukünftig auch trocken bleiben, kann der Sanierungsaufwand unter Anleitung eines Sachverständigen im Einzelfall auch reduziert werden. Ohne Feuchtigkeit stellt der Hausschwamm seinen Stoffwechsel ein und zerstört auch kein Holz mehr. Er verbleibt aber im Bauteil und wird bei Vorliegen von Feuchtigkeit auch Jahrzehnte später schnell wieder aktiv.
Um die Verschleppungsgefahr zu verringern, ist eine sorgfältige Entsorgung der ausgebauten Holzteile und Mauerwerkspartien notwendig.
Zum Schutz von kulturhistorischen Gebäuden wird im Rahmen der Sanierung auch häufig das Heißluftverfahren angewandt. Dieses Verfahren basiert darauf, dass der Pilz bei Temperaturen über 50 °C abstirbt. Allerdings stößt dieses Verfahren in großen Räumen oder bei dickem Mauerwerk an seine Grenzen.
Der Echte Hausschwamm wurde 2004 von der Deutschen Gesellschaft für Mykologie zum Pilz des Jahres gewählt, um auf seine häufig unterschätzte wirtschaftliche Bedeutung hinzuweisen.

## Forschung
Die Ergebnisse eines In-vitro-Experiments weisen auf die Nutzung des Echten Hausschwammes als eine mögliche Quelle für Antibiotika hin.